# Gill (Adelsgeschlecht)
Gill (auch Gyele, Giele o. ä.) ist der Name eines im 13. Jahrhundert erloschenen rheinländischen Adelsgeschlechts. 
Das Geschlecht ist nicht zu verwechseln mit den von Giller(n).

## Geschichte
Die Gill waren Dienstmannen der Grafen von Hochstaden und aktiv am Giller Hof, dem Sitz der Grafen von Hochstaden, im heutigen Ortsteil Gill der Gemeinde Rommerskirchen. 
Heinrich von Giele/Gyll erscheint als Zeuge in einer Urkunde des Abts Berthram von Brauweiler aus dem Zeitraum 1191–1193.
1211 wurden ein Ritter Matthias von Gill und sein Sohn Renardo von Gill urkundlich erwähnt. Letzterer verzichtete in ebendieser Urkunde auf jedes Anrecht am Mühlenteich zu Eggershoven, welcher damit in Besitz des Klosters Altenberg fiel.
1251 erscheinen die Gebrüder Winand, Matthias und Friedrich von Gill (Winandus de Gyele, Matthias et Fridericus fratres eius) als Zeugen in einer Urkunde des  Ritters Heinrich von dem Vorste (de Foresto), als dieser genehmigte, dass Ritter Hermann von der Mühlen (de Molendino) von dem zu Gill im Kirchspiel Rommerskirchen gelegenen, von ihm zu Lehen abhängigen Mansus 12 Morgen Ackerland an die Abtei Knechtsteden verkauft und den Lehnbestand mit einer gleichen Morgenzahl anderer Länderei wieder ergänzt hatte.
1253 wird ferner ein Nikolaus von Gill (Nicolaus de Gyele) urkundlich erwähnt. Dieser hatte dem Kloster Brauweiler aus einem Mansus jährlich eine bestimmte Summe zu zahlen.

## Wappen
Ein Wappen derer von Gill ist nicht überliefert.